# Hubert Globisch
Hubert Globisch (* 13. März 1914 in Potsdam; † 3. April 2004 ebenda) war ein deutscher Maler und Grafiker.

## Leben und Werk
Globisch kam aus einer humanistisch gesinnten katholisch geprägten Familie. Sein Vater war Buchhändler und später Finanzbeamter. Während sein Vater im Kriegsdienst war, lebte Globisch mit seiner Mutter von 1914 bis 1919 bei Verwandten in Neustadt (Prudnik). Ab 1923 besucht er das Potsdamer Realgymnasium, wo er 1933 das Abitur mit Auszeichnung machte. In der Freizeit malte und zeichnete er. Er nahm an Aktzeichenkursen des Potsdamer Kunstvereins teil, besuchte Kunstausstellungen im Berliner Kronprinzenpalais und wollte an der Berliner Hochschule für bildende Künste studieren. Stattdessen absolvierte er von 1933 bis 1936 eine kaufmännische Lehre bei der Deutschen Bank in Potsdam, bei der er dann bis 1939 angestellt war, zuletzt als Oberbuchhalter. Als einer der Menschen, „die an den Großkirchen und ihrer vorfindlichen Wirklichkeit gescheitert sind, aber eine tiefverwurzelte Religiosität bewahrt haben“, trat er um 1935 aus der römisch-katholischen Kirche aus. Ab 1939 war Globisch in Berlin Angestellter im Bereich Planung der Reichspost-Fernsehgesellschaft. Obwohl er „entsetzt ist über die politische Entwicklung, insbesondere über die zunehmende Isolation bzw. Gleichschaltung der deutschen Künstler“ beantragte Globisch 1939 die Aufnahme in die NSDAP, und 1940 wurde er Mitglied. Die näheren Umstände und die Motivation Globischs gelten als weitgehend ungeklärt. Von 1942 bis 1944 leistete Globisch Wehrdienst bei der Reichspost-Fernsehgesellschaft in Paris. Nachdem er 1944 aus dem Wehrdienst entlassen worden war, war er bis 1945 Angestellter der Forschungsanstalt der Deutschen Reichspost in Kleinmachnow.
Nach Kriegsende arbeitete Gorisch bis 1946 bei der HAGER – Filmwerbung in Potsdam, ehe er in Potsdam als freiberuflicher Maler und Grafiker tätig wurde. Egon von Kameke war „sein väterlicher Freund und Mentor“. Ab 1946 war Globisch sechs Semester bei Maximilian Debus (1904–1981) Gasthörer in der Klasse Grundlehre für künstlerische Gestaltung an der Hochschule für bildende Künste Berlin und 1949/50 zwei Semester Gastschüler an der Meisterschule für Graphik und Buchgewerbe in Berlin-Friedrichshain. Er war seit 1946 schon an einigen Ausstellungen beteiligt, sicherte den Lebensunterhalt in den ersten Jahren jedoch vor allem durch gebrauchsgrafische Arbeiten, so 1952 bis 1958 für die Theater in Cottbus, Senftenberg und Wittenberg. Mitunter gemeinsam mit dem befreundeten Maler Günther Wendt (1908–1971) schuf er bis in die 1980er Jahre baugebundene Arbeiten in verschiedenen Orten Brandenburgs. Ab 1954 hatte er in Potsdam sein eigenes Atelier, ab 1956 außerdem ein Sommeratelier in Ferch. Von 1958 bis 1962 arbeitete Globisch an der Oberschule 18 in Potsdam-Babelsberg und bis 1979 am heutigen Humboldt-Gymnasium in Potsdam als Kunstpädagoge. Daneben leitete er drei Zeichenzirkel und war ehrenamtlicher Leiter der Fachkommission Kunsterziehung. Danach konzentrierte er sich auf seine künstlerische Tätigkeit. Mitte der 60er Jahre entstand eine langjährige, anregende Freundschaft mit der Familie der polnischen Malerin und Graphikerin Maria Hiszpańska-Neumann (1917–1980).
Viele Werke Globischs entstanden aus Eindrücken von Fahrten durch die Mark Brandenburg und an die Ostsee. Sein umfangreichster Werkzyklus „Oderflut“, insbesondere 27 Ölgemälde, befasst sich mit dem Hochwasser der Oder 1997.
Arbeiten Globischs wurden durch das damalige Bezirksheimatmuseum Potsdam, 1970 durch das Berliner Kupferstichkabinett und ab 1979 durch die Galerie Sozialistische Kunst am Bezirksmuseum Potsdam und das heutige Potsdam Museum angekauft.
Globisch war ab 1938 mit Anneliese Heller (1916–1980) und ab 1983 mit der Kunstpädagogin und Künstlerin Suse Ahlgrimm (1920–2012) verheiratet. Globischs Sohn Rainer (1942–2000) war Architekt, die Tochter Hendrikje Beschnidt (* 1951) ist Architektin.
Die Grabstätte Globischs befindet sich auf dem Goethefriedhof Potsdam-Babelsberg.
Sein Nachlassverzeichnis führt der Potsdamer Kunstverein e.V.

## Mitgliedschaften
- 1946–1949 Mitglied im Schutzverband bildender Künstler im FDGB
- 1949–1989 Mitglied im Verband Bildender Künstler der DDR und dort ab 1952 Mitglied des Vorstands des Arbeitskreises Potsdam
- 1953–1972 Gründungs- und langjähriges Vorstandsmitglied der Genossenschaft „Kunst der Zeit“, Potsdam
- 1992–2004 Mitglied im Bundesverband Bildender Künstlerinnen und Künstler und zugleich im Brandenburgischen Verband Bildender Künstlerinnen und Künstler e.V.

## Ehrungen (Auswahl)
- 1974 Johannes-R.-Becher-Medaille des Kulturbunds
- Dr.-Theodor-Neubauer-Medaille in Silber
- 1989 Theodor-Fontane-Preis des Bezirks Potsdam
- ab 2003 Ehrenmitglied des Potsdamer Kunstverein e.V.

## Rezeption
„Globisch, der sich selbst als maßgeblich von Karl Hofer und Egon von Kameke beeinflusst sah, suchte zeitlebens den Natureindruck in eine malerisch gültige Aussage zu transformieren. Eine herausragende Rolle spielen dabei Lichtstimmungen (insbesondere des Abends) und sowohl im Früh- wie im Spätwerk, Wasser als Naturelement. … Globisch war Landschaftsmaler aus Passion.“

## Werke (Auswahl)
- Fischerstrand Göhren (Öl; 1947)[3]
- Bahnübergang am Hauptbahnhof in Richtung Schützenworth (1953, Tempera, 50 × 60 cm; Stadtmuseum Brandenburg an der Havel)[4]
- Abend an der Havel (Öl; 1969)[5]
- Garnstraße in Babelsberg (Öl; 1970)[6]
- Am Mühlentor (1980, Öl, 50 × 65 cm; Stadtmuseum Brandenburg an der Havel)[7]
- Märkische Landschaft (Öl; 2002)[8]

## Ausstellungen (unvollständig)

### Einzelausstellungen
- 1993 Potsdam, Galerie Samtleben (mit Manfred Butzmann)
- 1999 Potsdam, Altes Rathaus (mit Suse Ahlgrimm)

#### Postum
- 2004 Potsdam, Potsdam Museum
- 2007 Müncheberg, Stadtpfarrkirche St. Marien
- 2007 Słubice, Galeria Maja Smok
- 2007 Frankfurt/Oder, Galerie B
- 2007 Brzeg, Museum der Schlesischen Piasten
- 2007 Eisenhüttenstadt, Galerie des Städtischen Museums
- 2007 Opole, Galerie in der Wojewodschaftsbibliothek
- 2007/2008 Głogów, Archäologisch-Historisches Museum
- 2014/2015 Prudnik, Regionalmuseum
- 2015 Potsdam, Potsdam Museum („Arbeiten auf Papier“)
- 2016 Potsdam, Galerie Gute Stube (mit Detlef Birkholz)
- 2018 Potsdam, Galerie Gute Stube (mit Stephan Velten)
- 2024: Schwielowsee, Museum der Havelländischen Malerkolonie („Wege zur Malerei“, mit Kameke)[9]

### Ausstellungsbeteiligungen
- 1946 in Berlin, Zeughaus Unter den Linden („I. Deutsche Kunstausstellung der Deutschen Zentralverwaltung für Volksbildung in der Sowjetischen Besatzungszone“)
- 1949, 1969, 1974, 1979, 1984 und 1989: Potsdam, Bezirkskunstausstellungen
- 1987/1988: Dresden, X. Kunstausstellung der DDR